# Asesinato en la Vía Apia
Asesinato en la Vía Apia (título original en inglés, A Murder on the Appian Way) es una novela histórica del escritor estadounidense Steven Saylor, publicada primero por St. Martin's Press en 1996. Es el quinto libro de su serie de novelas de misterio Roma Sub Rosa ambientadas en las últimas décadas de la República Romana. El principal personaje es el detective romano Gordiano el Sabueso.

## Sinopsis
En el año 52 a. C., y Roma vive en un sobresalto político en el que bandas rivales luchan en las calles y las elecciones se van posponiendo. Cuando el líder de una de esas bandas, Publio Clodio Pulcro es hallado asesinado en la Vía Apia que desde Roma se dirige hacia el sur, el principal sospechoso es el líder de una banda rival y candidato a cónsul, Tito Anio Milón. Varias personas contactan con Gordiano para que averigüe la verdad, como Pompeyo -que quiere saber lo verdaderamente ocurrido en la Vía Apia- o Fulvia, la viuda, que quiere averiguar si Marco Antonio podría estar implicado. Cuando Milón es llevado a juicio, su defensa la asumirá Cicerón. En las sombras se mueven personajes poderosos como César o Pompeyo. Craso ya ha muerto en la batalla de Carras.